# Чёрное-Спасское (озеро)
Чёрное-Спасское — исчезнувшее озеро в Шатурском городском поселении Шатурского района Московской области, было соединено протокой с северо-восточной частью Святого озера.

## Физико-географическая характеристика
Озеро входило в пятёрку шатурских озёр, наряду со Святым, Чёрным (Торбеевским), Белым и Муромским. В связи с этим Шатуру называли городом пяти озёр, по аналогии с Москвой — «портом пяти морей».
Площадь озера была около 0,2 км², длина — около 640 м, ширина — около 470 м. Глубина озера достигала 3,5 м.
Во время торфоразработок, производимых в окрестностях озера, было закидано корягами и стало интенсивно заиливаться и зарастать. В настоящее время на месте озера образовалась болотина, заросшая осокой и камышом.